# アルブレヒト1世 (マイセン辺境伯)
アルブレヒト1世（Albrecht I., 1158年 - 1195年6月24日）は、マイセン辺境伯（在位：1190年 - 1195年）。傲岸伯（または尊大伯、der Stolze）とあだ名される。マイセン辺境伯オットー（裕福伯）とブランデンブルク辺境伯アルブレヒト1世の娘ヘートヴィヒの長男。ディートリヒの兄。

## 生涯
父はアルブレヒトを差し置いて弟のディートリヒを後継者に据えようと考えていた為、アルブレヒトは1188年、武力によって父親を捕縛した。神聖ローマ皇帝フリードリヒ1世の命令により父を解放するが、これにより相続権の承認を得て、1190年の父の死後マイセン辺境伯に就いた。
フリードリヒ1世の息子ハインリヒ6世に従ってイタリアへ向かったが、すぐに急ぎ戻っている。これは、パレスチナから帰還するディートリヒから自分の領土を守るためであった。ディートリヒは、舅に当たるテューリンゲン方伯ヘルマン1世の支援を受けて辺境領を要求してきたのである。レフェニンゲンの近くで戦闘となり、敗れたアルブレヒト1世は修道士に変装して、苦労の末にライプツィヒへ逃れ、帰還した。
1195年6月24日、フライベルクからマイセンへ向かう途中のクルンメンヘンナースドルフで亡くなった。毒殺されたと推測されている。遺体はアルトツェラ修道院教会に安置された。
1186年にアウシヒ（現チェコのウースチー・ナド・ラベム）でゾフィー・フォン・ベーメン（1195年没、ボヘミア公ベドジフの娘）と結婚したが、子が無く、マイセン辺境伯領はディートリヒが継いだ。